# Schlumbergera truncata
Schlumbergera truncata je člankoviti kaktus iz Brazila, predstavnik tribusa Rhipsalideae.

## Uzgoj
Ovo je vjerojatno najpoznatiji kaktus, a javlja se u različitim oblicima. Cvate tijekom čitave zime, ovisno o temperaturi prostorije u kojoj se nalazi. Kao i ostali kaktusi ovog tipa, tako i ovaj traži 25 % lisnjače, dosta vode i polusjenu za većih vrućina. Prskanje je veoma poželjno, a također i dodavanje tekućeg hranjiva, pogotovo u vrijeme kada biljka pupa.